# Ramphiculus
Ramphiculus – rodzaj ptaków z podrodziny treronów (Raphinae) w obrębie rodziny gołębiowatych (Columbidae).

## Zasięg występowania
Rodzaj obejmuje gatunki występujące w południowo-wschodniej Azji.

## Morfologia
Długość ciała 22–38 cm; masa ciała 142–333 g.

## Systematyka

### Etymologia
- Ramphiculus (Rhamphiculus): gr. ῥαμφη rhamphē „dziób”; łac. przyrostek zdrabniający -ulus[12].
- Omeotreron: gr. ὁμοιος homoios „to samo” (tj. jednolity kolor, zabarwienie); τρηρων trērōn, τρηρωνος trērōnos „gołąb”, od τρεω treō „uciekać ze strachu”[13]. Typ nomenklatoryczny: Ptilopus batilda Bonaparte, 1854 (= Ptilonopus occipitalis G.R. Gray, 1844).
- Treroloema (Trerolaema): gr. τρηρων trērōn, τρηρωνος trērōnos „gołąb”, od τρεω treō „uciekać ze strachu”; λαιμος laimos „gardło”[14]. Typ nomenklatoryczny: Trerolaema leclancheri Bonaparte, 1855.
- Jambotreron: epitet gatunkowy Columba jambu J.F. Gmelin, 1789; gr. τρηρων trērōn, τρηρωνος trērōnos „gołąb”, od τρεω treō „uciekać ze strachu”[15]. Typ nomenklatoryczny: Columba jambu J.F. Gmelin, 1789.
- Laryngogramma: gr. λαρυγξ larunx, λαρυγγος larungos „tchawica, gardło”; γραμμη grammē „linia”, od γραφω graphō „pisać”[16]. Typ nomenklatoryczny: Columba gularis Quoy & Gaimard, 1830 (= Ptilinopus subgularis A.B. Meyer & Wiglesworth, 1896).
- Xenotreron: gr. ξενος xenos „inny, dziwny”; τρηρων trērōn, τρηρωνος trērōnos „gołąb”, od τρεω treō „uciekać ze strachu”[17]. Typ nomenklatoryczny: Ptilopus incognitus Tweeddale, 1877 (= Ptilonopus occipitalis G.R. Gray, 1844).
- Phassa: gr. φασσα phassa „gołąb”[18].
- Neoleucotreron: gr. νεος neos „nowy”; genus Leucotreron Bonaparte, 1854[19]. Typ nomenklatoryczny: Leucotreron merrilli McGregor, 1916.

### Podział systematyczny
Gatunki wyodrębnione z rodzaju Ptilinopus; w takim ujęciu do rodzaju należą następujące gatunki:
- Ramphiculus marchei (Oustalet, 1880) – owocożer czarnouchy
- Ramphiculus merrilli (McGregor, 1916) – owocożer szarolicy
- Ramphiculus occipitalis (G.R. Gray, 1844) – owocożer barwny
- Ramphiculus fischeri (Brüggemann, 1876) – owocożer bordowouchy
- Ramphiculus jambu (J.F. Gmelin, 1789) – owocożer czerwonolicy
- Ramphiculus gularis (Quoy & Gaimard, 1832) – owocożer celebeski
- Ramphiculus subgularis (A.B. Meyer & Wiglesworth, 1896) – owocożer ciemnobrody
- Ramphiculus mangoliensis (Rothschild, 1898) – owocożer sulański
- Ramphiculus leclancheri (Bonaparte, 1855) – owocożer czarnobrody